# Округ Хејл (Алабама)
Округ Хејл (енгл. Hale County) је округ у америчкој савезној држави Алабама. По попису из 2010. године број становника је 15.760. Седиште округа је град Гринсборо.

## Демографија
Према попису становништва из 2010. у округу је живело 15.760 становника, што је 1.425 (8,3%) становника мање него 2000. године.
| Група             | 2000.          | 2010.         |
| Белци             | 6.803 (39,6%)  | 6.213 (39,4%) |
| Афроамериканци    | 10.131 (59,0%) | 9.301 (59,0%) |
| Азијати           | 27 (0,2%)      | 35 (0,2%)     |
| Хиспаноамериканци | 157 (0,9%)     | 140 (0,9%)    |
| Укупно            | 17.185         | 15.760        |